# 자정원 (청조)

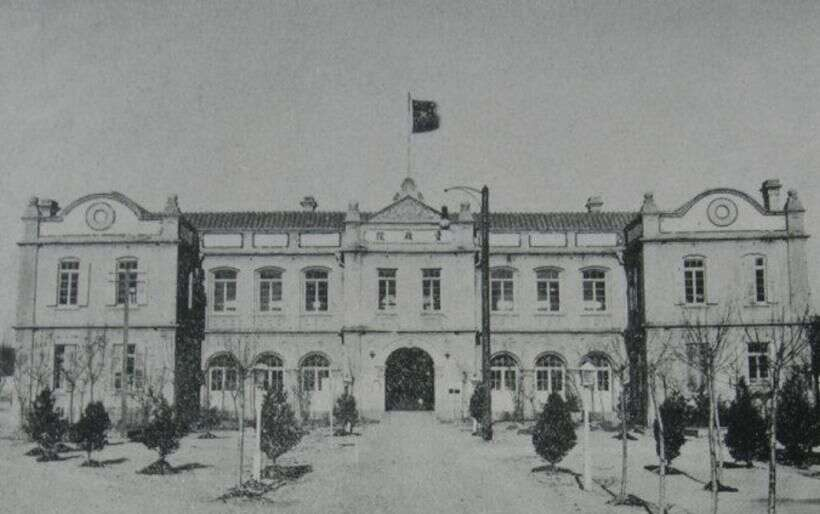
자정원 건물，정문 위쪽에 "자정원(資政院)"이라고 써있다.

자정원(資政院)은 청나라 말기 입헌운동 시기의 의회준비기구로, 1907년 9월에 설립되어 1910년 9월에 정식 개원하였고, 1912년 초 중화민국임시참의원(中華民國臨時參議院)으로 대체되면서 폐지된 기구이다. 현재 자정원이 있던 자리는 북경(北京) 서성구(西城區) 상래가(象來街)이며, 민국시기에 이 거리는 국회가(國會街)로 개칭되었다가 1949년에 상래가로 개칭되었다.

## 설립 경과
의화단 운동이 일어나고 열강 8국이 이를 진압하는 과정에서 청나라는 신축조약(辛丑條約)을 맺었다. 이후 청나라 조정에서는 청말신정(淸末新政)을 단행하며, 단방(端方)·대홍자(戴鴻慈)·이성탁(李盛鐸)·재택(載澤)·상기형(尙其亨)의 다섯 대신들을 일본 제국, 미국, 유럽에 보내 헌정을 시찰하도록 하였다.

1906년 청 조정은 고찰정치관(考察政治館)을 신설하고, 서양에서 헌정을 시찰하고 돌아온 대신들에게 각국의 입헌 정치를 고찰한 자료를 정리하여 제출하였다. 광서제는 1906년 "헌정을 본떠서 시행한다"는 방행헌정(倣行憲政)의 조서를 내리며, 예비 입헌 준비기간을 거쳐 9년 후에 입헌을 시행하기로 하였다.

1907년에는 고찰정치관을 헌정편사관(憲政編査館)으로 개칭하고, 9월, "자정원을 설립하여 국회 준비의 토대로 삼는다"는 상유(上諭)를 내렸다. 이와 함께 각 성급 지방의회인 자의국(諮議局)을 설치하였다. 자정원은 1908년 "의회가 있는 입헌국들은, 국민들이 선거를 통해 선출한 의원들이 백성을 대표하며, 백성들을 설득하기 위해서는 입법 및 예산, 결산에 의회의 동의를 얻어야 한다."고 진언하였다.

1910년(선통2년) 9월 1일에 자정원은 초대 의회 개회례를 거행하였는데, 감국섭정왕(監國攝政王) 재풍(載灃) 대리로 선출 및 임명한 흠선의원이 절반, 민선의원이 절반이었다. 1911년 9월에는 총재 이가구(李家駒)가 2대 의회 개회례를 하였다.

1911년 중화민국이 남경(南京)에서 수립되고, 1912년 황제 선통제가 퇴위하자, 남경 임시참모의원은 4월 북경으로 이전하였다. 4월 29일에 중화민국 임시참모의원이 구 자경원에서 개회하였다.

## 의원
의원 수는 황제가 선출한 흠선(欽選)의원 100명 및 민선 의원 100명으로 200명 정원이었다. 그러나 신강성(新疆省)에는 자의국이 설치되지 않아, 흠선의원 98명 및 민선의원 196명으로 개원하였다. 민선의원의 선거는 각 성의 자의국 의원들이 복식으로 선출하였으며, 이후 총독과 순무가 그 중 절반의 인원을 당선자로 확정하였다. 이 의원들 외에 자정원 각 1명씩의 총재(總裁), 부총재(副總裁), 비서장(秘書長)이 흠선으로 선출되었으며 이들에게도 표결권이 있었다. 의원 분배 상황은 다음과 같다.
- 총재(總裁) - 국회의장
  - 1대 : 부륜 (溥倫, 1907년 9월 20일 ~ 1911년 3월 22일) · 손가내  (孫家鼐, 1907년 9월 20일 ~ 1909년 11월 30일）
  - 2대 : 세속 (世續, 1911년 3월 22일 ~ 1911년 10월 30일)
  - 3대 : 이가구 (李家駒, 1911년 10월 30일 ~ 1912년 1월 26일）
  - 4대 : 허정림 (許鼎霖, 1912년 1월 26일 ~ 청조멸망）

- 부총재(副總裁) - 국회 부의장
  - 1대 : 심가본 (沈家本, 1910년 9월 15일 ~ 1911년 1월 28일）
  - 2대 : 이가구 (李家駒, 1911년 3월 22일 ~ 1911년 10월 30일）
  - 3대 : 달수 (達壽, 1911년 10월 30일 ~ 청조멸망）

- 비서장(秘書長) - 국회 비서실장 겸 사무총장
  - 1대 : 김방평 (金邦平, 1907년 9월 20일 ~ 청조멸망)

| 민선의원           | 민선의원 | 흠선의원                   | 흠선의원 |
| ------------------ | -------- | -------------------------- | -------- |
| 봉천부(奉天府)     | 3        | 종실왕공세작(宗室王公世爵) | 14       |
| 길림성(吉林省)     | 2        | 만한세작(滿漢世爵)         | 12       |
| 흑룡강성(黑龍江省) | 2        | 외번왕공세작(外藩王公世爵) | 14       |
| 직예성(直隶省)     | 9        | 종실각라(宗室覺羅)         | 6        |
| 강소성(江蘇)       | 7        | 각부원아문관(各部院衙門官) | 32       |
| 안휘성(安徽省)     | 5        | 석학통유(碩學通儒)         | 10       |
| 강서성(江西省)     | 6        | 납세다액(納稅多額)         | 10       |
| 절강성浙江省)      | 7        |                            |          |
| 복건성(福建省)     | 4        |                            |          |
| 호북성(湖北省)     | 5        |                            |          |
| 호남성(湖南省)     | 5        |                            |          |
| 산동성(山東省)     | 6        |                            |          |
| 하남성(河南省)     | 5        |                            |          |
| 산서성(山西省)     | 5        |                            |          |
| 섬서성(陝西省)     | 4        |                            |          |
| 감숙성(甘肅省)     | 3        |                            |          |
| 사천성(四川省)     | 6        |                            |          |
| 광동성(廣東省)     | 5        |                            |          |
| 광서성(廣西省)     | 3        |                            |          |
| 운남성(雲南省)     | 4        |                            |          |
| 귀주성(貴州省)     | 2        |                            |          |
| 합계               | 98       |                            | 98       |

## 같이 보기
- 흠정헌법대강
- 청말신정
- 청나라 중앙 국가 기구표